# FBI: International
FBI: International ist eine US-amerikanische Krimiserie und der zweite Ableger des FBI-Franchise. Premiere feierte die Serie am 21. September 2021 auf CBS.
Am 4. März 2025 wurde die Einstellung der Serie bekannt gegeben.

## Handlung
Die erfahrenen Agenten der International Division des FBI, die in Budapest stationiert sind, sind überall dort auf der Welt im Einsatz (hauptsächlich in Europa), wo es darum geht, Amerikaner zu beschützen.

## Besetzung und Synchronisation
Die deutschsprachige Synchronisation entsteht bei der EuroSync in Berlin nach den Dialogbüchern von Dirk Bublies, Alexander Ziegenbein sowie Paul Kaiser und der Dialogregie von Dirk Bublies.
| Rolle                                    | Schauspieler     | Hauptrolle (Folgen) | Nebenrolle (Folgen) | Synchronsprecher       |
| ---------------------------------------- | ---------------- | ------------------- | ------------------- | ---------------------- |
| Special Agent Scott Forrester            | Luke Kleintank   | 1.01–3.11           |                     | Roman Wolko            |
| Special Agent Jamie Kellett              | Heida Reed       | 1.01–3.01           |                     | Katja Hiller           |
| Special Agent Cameron Vo                 | Vinessa Vidotto  | 1.01–4.22           |                     | Katharina Schwarzmaier |
| Europol-Agentin Katrin Jaeger            | Christiane Paul  | 1.01–1.21           | 2.12, 4.11          | Christiane Paul        |
| Special Agent Andre Raines               | Carter Redwood   | 1.01–4.22           |                     | Alexander Ziegenbein   |
| Europol-Agentin Megan „Smitty“ Garretson | Eva-Jane Willis  | 2.01–4.22           |                     | Susanne Geier          |
| Special Agent Amanda Tate                | Christina Wolfe  | 3.01–4.22           |                     | Berenice Weichert      |
| Special Agent Wesley Mitchell            | Jesse Lee Soffer | 4.01–4.22           |                     | Tobias Nath            |

## Produktion
Am 12. Januar 2020 wurde berichtet, dass Dick Wolf nach dem Erfolg des ersten Ablegers, FBI: Most Wanted, Gespräche mit CBS über die Einführung eines zweiten FBI-Ablegers führte, wobei Wolf sagte, er habe sich das FBI immer vorgestellt als Franchise und dass es eine „endlose Fundgrube an Geschichten“ bietet, und CBS-Entertainment-Präsidentin Kelly Kahl sagte: „Wir sprechen immer mit Dick Wolf und Dick prallt immer mit Ideen von uns ab und ich kann nichts ausschließen.“ Es wurde auch berichtet, dass sie wahrscheinlich während der Fernsehsaison 2020/21 mit der Entwicklung beginnen würden. Am 18. Februar 2021 wurde bekannt gegeben, dass ein zweites FBI-Spin-off für die Fernsehsaison 2021/22 in Entwicklung sei und den Titel FBI: International tragen würde.
Am 24. März 2021 bestellte CBS die Serie für die Fernsehsaison 2021–2022. Es wurde auch angekündigt, dass die Serie in einer Crossover-Episode von FBI und FBI: Most Wanted debütieren würde, wobei Rick Eid auch als ausführender Produzent hinzugefügt wird. Die Serie wurde am 21. September 2021 uraufgeführt. Am 11. Oktober 2021 gab CBS nach 13 bestellten Episoden eine komplette Staffel in Auftrag. Im Mai 2022 wurde die Serie um eine zweite und dritte Staffel verlängert.

## Episodenliste

### Staffel 1
| Nr. (ges.) | Nr. (St.) | Deutscher Titel           | Originaltitel                   | Erstausstrahlung USA | Deutschsprachige Erstveröffentlichung (D) | Regie              | Drehbuch                                | Zuschauer (USA) |
| --- | --------- | ------------------------- | ------------------------------- | -------------------- | ----------------------------------------- | ------------------ | --------------------------------------- | --------------- |
| 1 | 1         | Pilot                     | Pilot                           | 21. Sep. 2021        | 18. Apr. 2023                             | Michael Katleman   | Derek Haas Idee: Dick Wolf & Derek Haas | 6,43 Mio.       |
| Crossover-Episode, die in FBI Staffel 4, Folge 1 beginnt, mit FBI: Most Wanted Staffel 3, Episode 1 fortgesetzt wird und mit dem Serienauftakt von FBI: International Staffel 1, Episode 1 abgeschlossen wird. |           |                           |                                 |                      |                                           |                    |                                         |                 |
| 2 | 2         | Die Grenze                | The Edge                        | 28. Sep. 2021        | 25. Apr. 2023                             | Michael Katleman   | Derek Haas                              | 6,04 Mio.       |
| 3 | 3         | Geheimnisse sind Waffen   | Secrets as Weapons              | 5. Okt. 2021         | 18. Apr. 2023                             | Deborah Kampmeier  | Matt Olmstead                           | 6,08 Mio.       |
| 4 | 4         | Amerikanischer Optimismus | American Optimism               | 12. Okt. 2021        | 28. Apr. 2023                             | Deborah Kampmeier  | Matt Olmstead                           | 5,64 Mio.       |
| 5 | 5         | Die Seele des Spiels      | The Soul of Chess               | 2. Nov. 2021         | 28. Apr. 2023                             | Alex Zakrzeswki    | Liam McIntyre                           | 5,42 Mio.       |
| 6 | 6         | Ihre Geheimnisse          | The Secrets She Knows           | 9. Nov. 2021         | 28. Apr. 2023                             | Anton Cropper      | Brooke Roberts                          | 5,59 Mio.       |
| 7 | 7         | Nur kurz eine Rauchen     | Trying to Grab Smoke            | 16. Nov. 2021        | 28. Apr. 2023                             | Alex Zakrzeswki    | Matt Olmstead                           | 5,96 Mio.       |
| 8 | 8         | Stimme des Volkes         | Voice Of The People             | 7. Dez. 2021         | 28. Apr. 2023                             | John Polson        | Stuti Malhotra                          | 5,79 Mio.       |
| 9 | 9         | Eine Art von Verrückten   | One Kind of Madman              | 4. Jan. 2022         | 28. Apr. 2023                             | Michael Katleman   | Roxanne Paredes                         | 6,06 Mio.       |
| 10 | 10        | Zu nah an der Sonne       | Close to the Sun                | 11. Jan. 2022        | 28. Apr. 2023                             | Rob Greenlea       | Hussain Pirani                          | 6,29 Mio.       |
| 11 | 11        | Kauknochen                | Chew Toy                        | 1. Feb. 2022         | 28. Apr. 2023                             | Rob Greenlea       | Hussain Pirani                          | 6,25 Mio.       |
| 12 | 12        | 1,1 Millionen Follower    | One Point One Million Followers | 22. Feb. 2022        | 9. Juni 2023                              | Hernan Otaño       | Derek Haas                              | 6,14 Mio.       |
| 13 | 13        | Schlangen                 | Snakes                          | 8. März 2022         | 9. Juni 2023                              | Loren Yaconelli    | Matt Olmstead                           | 5,92 Mio.       |
| 14 | 14        | Die Tötungsliste          | The Kill List                   | 22. März 2022        | 9. Juni 2023                              | David Barrett      | Wade McIntyre                           | 6,12 Mio.       |
| 15 | 15        | Bruderliebe               | Shouldn’t Have Left Her         | 29. März 2022        | 9. Juni 2023                              | Michael Katleman   | Derek Haas                              | 6,24 Mio.       |
| 16 | 16        | Alte Bekannte             | Left of Boom                    | 12. Apr. 2022        | 28. Juli 2023                             | Nina Lopez-Corrado | Rachael Joyce                           | 5,79 Mio.       |
| 17 | 17        | Neuanfang                 | Uprooting                       | 19. Apr. 2022        | 28. Juli 2023                             | Avi Youabian       | Brooke Roberts                          | 6,02 Mio.       |
| 18 | 18        | Tödliche Gewässer         | On These Waters                 | 26. Apr. 2022        | 28. Juli 2023                             | Michael Katleman   | Hussain Pirani                          | 6,10 Mio.       |
| 19 | 19        | Vom Weg abgekommen        | Get That Revolution Started     | 10. Mai 2022         | 28. Juli 2023                             | Jonathan Brown     | Wade McIntyre                           | 5,82 Mio.       |
| 20 | 20        | Schwarzer Pinguin         | Black Penguin                   | 17. Mai 2022         | 28. Juli 2023                             | Milan Cheylov      | Roxanne Paredes                         | 5,96 Mio.       |
| 21 | 21        | Überläufer                | Crestfallen                     | 24. Mai 2022         | 28. Juli 2023                             | Rob Greenlea       | Matt Olmstead                           | 5,32 Mio.       |

### Staffel 2
| Nr. (ges.) | Nr. (St.) | Deutscher Titel                      | Originaltitel              | Erstausstrahlung USA | Deutschsprachige Erstveröffentlichung (D) | Regie              | Drehbuch                                     | Zuschauer (USA) |
| --- | --------- | ------------------------------------ | -------------------------- | -------------------- | ----------------------------------------- | ------------------ | -------------------------------------------- | --------------- |
| 22 | 1         | Unbelastet                           | Unburdened                 | 20. Sep. 2022        | 15. Dez. 2023                             | Jonathan Brown     | Derek Haas                                   | 5,44 Mio.       |
| 23 | 2         | Erwähne ihren Namen nicht mehr       | Don’t Say Her Name Again   | 27. Sep. 2022        | 15. Dez. 2023                             | Avi Youabian       | Matt Olmstead                                | 5,88 Mio.       |
| 24 | 3         | Geld ist bedeutungslos               | Money Is Meaningless       | 4. Okt. 2022         | 15. Dez. 2023                             | Jonathan Brown     | Wade McIntyre                                | 5,97 Mio.       |
| 25 | 4         | Kupfertöpfe und Dolche               | Copper Pots and Daggers    | 11. Okt. 2022        | 22. Dez. 2023                             | Avi Youabian       | Roxanne Paredes                              | 6,15 Mio.       |
| 26 | 5         | Das Wunder von gestern               | Yesterday’s Miracle        | 18. Okt. 2022        | 22. Dez. 2023                             | Attila Szalay      | Hussain Pirani                               | 6,09 Mio.       |
| 27 | 6         | Nenn es Anarchie                     | Call It Anarchy            | 15. Nov. 2022        | 29. Dez. 2023                             | Milena Govich      | Rachael Joyce                                | 5,51 Mio.       |
| 28 | 7         | Ein bewährter Lügner                 | A Proven Liar              | 22. Nov. 2022        | 29. Dez. 2023                             | Michael Katleman   | Kristina Thomas                              | 5,82 Mio.       |
| 29 | 8         | Ave Maria                            | Hail Mary                  | 13. Dez. 2022        | 5. Jan. 2024                              | Jen McGowan        | Edgar Castillo                               | 5,41 Mio.       |
| 30 | 9         | Steuermann                           | Wheelman                   | 3. Jan. 2023         | 5. Jan. 2024                              | John Behring       | Derek Haas                                   | 5,48 Mio.       |
| 31 | 10        | BHITW                                | BHITW                      | 10. Jan. 2023        | 12. Jan. 2024                             | Alex Zakrzewski    | Matt Olmstead                                | 5,82 Mio.       |
| 32 | 11        | Jemand, den sie kannte               | Someone She Knew           | 24. Jan. 2023        | 12. Jan. 2024                             | Jonathan Brown     | Roxanne Paredes                              | 6,06 Mio.       |
| 33 | 12        | Schatten und Gespenster              | Glimmers and Ghosts        | 14. Feb. 2023        | 14. März 2024                             | Kevin Dowling      | Edgar Castillo                               | 5,49 Mio.       |
| 34 | 13        | Unvertretbar                         | Indefensible               | 21. Feb. 2023        | 14. März 2024                             | Alex Zakrzewski    | Hussain Pirani                               | 5,22 Mio.       |
| 35 | 14        | Wer redet, stirbt                    | He Who Speaks Dies         | 28. Feb. 2023        | 14. März 2024                             | Deborah Kampmeier  | Rachael Joyce                                | 5,55 Mio.       |
| 36 | 15        | Vertrauen                            | Trust                      | 14. März 2023        | 21. März 2024                             | Nina Lopez-Corrado | Derek Haas                                   | 5,54 Mio.       |
| 37 | 16        | Unmittelbare Bedrohung - Erster Teil | Imminent Threat – Part One | 4. Apr. 2023         | 21. März 2024                             | Michael Katleman   | Wade McIntyre Idee: Rick Eid & Wade McIntyre | 6,51 Mio.       |
| Crossover-Episode, die in FBI: International Staffel 2, Episode 16 beginnt, mit FBI Staffel 5, Episode 17 fortgesetzt wird und mit FBI: Most Wanted Staffel 4, Episode 16 abgeschlossen wird. |           |                                      |                            |                      |                                           |                    |                                              |                 |
| 38 | 17        | Eifersüchtige Geliebte               | Jealius Mistress           | 11. Apr. 2023        | 28. März 2024                             | Eduardo Sánchez    | Kristina Thomas                              | 5,79 Mio.       |
| 39 | 18        | Blutfehde                            | Blood Feud                 | 18. Apr. 2023        | 28. März 2024                             | Avi Youabian       | Hussain Pirani                               | 5,26 Mio.       |
| 40 | 19        | Todessprint                          | Dead Sprint                | 25. Apr. 2023        | 28. März 2024                             | Michael Katleman   | Kyle Steinbach                               | 5,49 Mio.       |
| 41 | 20        | Eine Tradition der Geheimhaltung     | A Tradition of Secrets     | 9. Mai 2023          | 9. Mai 2024                               | Attila Szalay      | Wade McIntyre                                | 5,44 Mio.       |
| 42 | 21        | An die Haie verfüttert               | Fed to the Sharks          | 16. Mai 2023         | 16. Mai 2024                              | Loren Yaconelli    | Roxanne Paredes                              | 5,47 Mio.       |
| 43 | 22        | Das Umzäunen der Mona Lisa           | Fencing the Mona Lisa      | 23. Mai 2023         | 23. Mai 2024                              | Michael Katleman   | Matt Olmstead & Edgar Castillo               | 5,36 Mio.       |

### Staffel 3
| Nr. (ges.) | Nr. (St.) | Deutscher Titel      | Originaltitel         | Erstausstrahlung USA | Deutschsprachige Erstveröffentlichung (D) | Regie              | Drehbuch                       | Zuschauer (USA) |
| ---------- | --------- | -------------------- | --------------------- | -------------------- | ----------------------------------------- | ------------------ | ------------------------------ | --------------- |
| 44         | 1         | June                 | June                  | 13. Feb. 2024        | 1. Sep. 2024                              | Michael Katleman   | Matt Olmstead                  | 5,97 Mio.       |
| 45         | 2         | Der letzte Halt      | The Last Stop         | 20. Feb. 2024        | 1. Sep. 2024                              | Nina Lopez-Corrado | Edgar Castillo                 | 5,44 Mio.       |
| 46         | 3         | Die Elster           | Magpie                | 27. Feb. 2024        | 1. Sep. 2024                              | Alex Zakrzewski    | Hussain Pirani                 | 5,18 Mio.       |
| 47         | 4         | Cowboy-Verhalten     | Cowboy Behavior       | 12. März 2024        | 1. Sep. 2024                              | Michael Katleman   | Roxanne Paredes                | 5,40 Mio.       |
| 48         | 5         | Tod durch Zentimeter | Death by Inches       | 19. März 2024        | 1. Sep. 2024                              | Jonathan Brown     | Wade McIntyre                  | 5,34 Mio.       |
| 49         | 6         | Brandstifter         | Fire Starter          | 26. März 2024        | 1. Sep. 2024                              | Kevin Dowling      | Rachael Joyce                  | 5,08 Mio.       |
| 50         | 7         | Los geht’s           | Andiamo!              | 2. Apr. 2024         | 1. Sep. 2024                              | Jonathan Brown     | Kyle Steinbach                 | 5,42 Mio.       |
| 51         | 8         | Keine Kompromisse    | Remove the Compromise | 9. Apr. 2024         | 1. Sep. 2024                              | John Behring       | Edgar Castillo                 | 5,33 Mio.       |
| 52         | 9         | Spielregeln          | Rules of Blackjack    | 16. Apr. 2024        | 1. Sep. 2024                              | Yangzom Brauen     | Hussain Pirani                 | 5,70 Mio.       |
| 53         | 10        | Rotlicht             | Red Light             | 23. Apr. 2024        | 1. Sep. 2024                              | Michael Katleman   | Rachael Joyce                  | 5,74 Mio.       |
| 54         | 11        | Schlepper            | Touts                 | 7. Mai 2024          | 1. Sep. 2024                              | Attila Szalay      | Wade McIntyre                  | 4,94 Mio.       |
| 55         | 12        | Das Geschenk         | Gift                  | 14. Mai 2024         | 1. Sep. 2024                              | Milena Govich      | Roxanne Parades                | 4,79 Mio.       |
| 56         | 13        | Tuxhorn              | Tuxhorn               | 21. Mai 2024         | 1. Sep. 2024                              | Michael Katleman   | Matt Olmstead & Kyle Steinbach | 4,52 Mio.       |

### Staffel 4
| Nr. (ges.) | Nr. (St.) | Deutscher Titel                     | Originaltitel                      | Erstausstrahlung USA | Deutschsprachige Erstveröffentlichung (D) | Regie              | Drehbuch                       | Zuschauer (USA) |
| ---------- | --------- | ----------------------------------- | ---------------------------------- | -------------------- | ----------------------------------------- | ------------------ | ------------------------------ | --------------- |
| 57         | 1         | Ein neuer Anführer                  | A Leader, Not a Tourist            | 15. Okt. 2024        | 27. März 2025                             | Michael Katleman   | Matt Olmstead                  | 4,99 Mio.       |
| 58         | 2         | Kronzeugin                          | The Other Hard Part                | 22. Okt. 2024        | 27. März 2025                             | John Behring       | Edgar Castillo                 | 4,80 Mio.       |
| 59         | 3         | Vaterliebe                          | Nothing Sudden About It            | 29. Okt. 2024        | 27. März 2025                             | Avi Youabian       | Rachael Joyce                  | 4,69 Mio.       |
| 60         | 4         | Prinzessin                          | The Unwinnable War                 | 12. Nov. 2024        | 27. März 2025                             | Milena Govich      | Wade McIntyre                  | 4,85 Mio.       |
| 61         | 5         | Liebesfalle                         | The Future’s Looking Bright        | 19. Nov. 2024        | 27. März 2025                             | Loren Yaconelli    | Hussain Pirani                 | 5,18 Mio.       |
| 62         | 6         | Wer zahlt mehr?                     | They Paid More                     | 3. Dez. 2024         | 27. März 2025                             | Michael Katleman   | Roxanne Paredes                | 5,00 Mio.       |
| 63         | 7         | Liebesgrüße aus Moskau              | Keen As A Bean                     | 10. Dez. 2024        | 27. März 2025                             | Brenna Malloy      | Kyle Steinbach                 | 4,98 Mio.       |
| 64         | 8         | Du wirst mich nicht kommen sehen... | You’ll Never See It Coming         | 17. Dez. 2024        | 27. März 2025                             | Nina Lopez-Corrado | Edgar Castillo                 | 5,25 Mio.       |
| 65         | 9         | Flucht nach Paris                   | The Kill Floor                     | 28. Jan. 2025        | 27. März 2025                             | Alex Zakrzewski    | Matt Olmstead & Edgar Castillo | 4,47 Mio.       |
| 66         | 10        | Biowaffe                            | Keep Calm and Deliver The Biotoxin | 4. Feb. 2025         | 27. März 2025                             | Steve Robin        | Wade McIntyre                  | 4,36 Mio.       |
| 67         | 11        | –                                   | Veritas Fidelis                    | 11. Feb. 2025        | –                                         | Yangzom Brauen     | Beatrice Morgan                | 4,34 Mio.       |
| 68         | 12        | –                                   | Blood Doesn’t Become Water         | 18. Feb. 2025        | –                                         | Michael Katleman   | Rachael Joyce                  | 4,96 Mio.       |
| 69         | 13        | –                                   | You’ve Been Greenlit               | 25. Feb. 2025        | –                                         | Attila Szalay      | Hussain Pirani                 | 4,80 Mio.       |
| 70         | 14        | –                                   | A Winged Lion for Protection       | 11. März 2025        | –                                         | Avi Youabian       | Roxanne Paredes                | 4,86 Mio.       |
| 71         | 15        | –                                   | They May Get Their Wish            | 18. März 2025        | –                                         | Peter Stebbings    | Kyle Steinbach                 | 4,59 Mio.       |
| 72         | 16        | –                                   | Little Angel                       | 1. Apr. 2025         | –                                         | Steve Robin        | Wade McIntyre                  | 4,54 Mio.       |
| 73         | 17        | –                                   | Dead Dead                          | 8. Apr. 2025         | –                                         | Michael Katleman   | Beatrice Morgan                | 4,82 Mio.       |
| 74         | 18        | –                                   | Lone Wolf                          | 15. Apr. 2025        | –                                         | Steve Robin        | Rachael Joyce                  | 4,59 Mio.       |
| 75         | 19        | –                                   | Flinch Now and It's Over           | 22. Apr. 2025        | –                                         | Attila Szalay      | Hussain Pirani                 | 4,55 Mio.       |
| 76         | 20        | –                                   | We're Out of Here                  | 6. Mai 2025          | –                                         | Jon Cassar         | Roxanne Parades                | 4,47 Mio.       |
| 77         | 21        | –                                   | Herbivore Man                      | 13. Mai 2025         | –                                         | Milena Govich      | Matt Olmstead & Kyle Steinbach | 4,40 Mio.       |
| 78         | 22        | –                                   | Gaijin                             | 20. Mai 2025         | –                                         | Michael Katleman   | Matt Olmstead & Edgar Castillo | 4,80 Mio.       |